# 北江大堤
北江大堤是位于北江下游东岸的堤防，是广州珠江三角洲防御北江及西江洪水的重要屏障。北起清远，经三水，到达南海区狮山止，全长63.34公里，其保护的人口超过500万，耕地6.7万亩，是中国七大堤防之一。

## 历史沿革
北江大堤于宋代筑堤，清远石角清平围（现北江大堤石角段）始建于明代，直至1949年之前，北江大堤已经具有一定的规模，但未形成一个完整的防洪体系，其防洪标准较低。中华人民共和国成立后，分别于1955-1957年、1970-1972年、1983-1987年对北江大堤进行了三次大规模的加固，把这些各不相连的堤围连成连起来，形成了现在的北江大堤，防洪能力亦大大加强。1994年的洪水却出现了险情，对此水利部经过两三年的论证，于2003年再度启动北江大堤的加固工程，工程将于2007年完工。工程建成后，冲积层的管涌问将得到全面解决，能抵御百年一遇的大水。

## 参看
- 飞来峡水利枢纽